# 安蒂奥克 (内布拉斯加州)
安蒂奥克（英語：Antioch）是位於美國內布拉斯加州謝里敦縣的鬼鎮。

## 歷史
安蒂奥克的郵局於1891年設立，其後於1980年停運。

## 地理
安蒂奥克所處的海拔為高於海平面1183米（即3881英呎），而該地所採用的時區為UTC-7，即北美山地時區（MST）。同時該地設有夏令時間，為UTC-7調快一小時，即UTC-6（MDT）。